# Club Deportivo Calahorra
Maillots
Le Club Deportivo Calahorra est un club espagnol de football basé à Calahorra (La Rioja). Il a été fondé en 1923.

## Histoire

Ancien logo.

En 1988, le club monte pour la première fois en Segunda División B mais redescend en 1990.
Le club rejoue en Segunda División B entre 1998 et 2004.
En 2018, le club remonte en 2ªB.

## Entraîneurs
- 1979-1982 :  Fernando Ramos Casado, alias Nano
- 2001-2003 :  Ignacio Martín Solanas
- Déc. 2008-2009 :  Agustín Abadía
- 2017-févr. 2020 :  Miguel Ángel Sola
- Févr. 2020- :  Diego Martínez Ruiz